# Miholjevine
Miholjevine su naselje u općini Srebrenica, Republika Srpska, BiH.

## Stanovništvo
Nacionalni sastav stanovništva 1991. godine, bio je sljedeći:
ukupno: 148
- Bošnjaci - 144
- Srbi - 1
- ostali, neopredijeljeni i nepoznato - 3